# 横田村 (新潟県北蒲原郡)
横田村（よこたむら）は、かつて新潟県北蒲原郡にあった村。

## 沿革
- 1889年（明治22年）4月1日 - 町村制施行に伴い北蒲原郡横道村、平木田村、小地谷村、山屋村、伊徳寺村、十二天村、古館村、高野村、土作村、八幡新村、地本村、江尻新田が合併し、横田村が発足。
- 1901年（明治34年）11月1日 - 北蒲原郡乙村と合併し、乙村を新設して消滅。